# Chelisoches morio
Chelisoches morio är en tvestjärtart som först beskrevs av Fabricius 1775.  Chelisoches morio ingår i släktet Chelisoches och familjen Chelisochidae. Inga underarter finns listade i Catalogue of Life.